# Darwisz Rasz
Darwisz Rasz – wieś w Iranie, w ostanie Azerbejdżan Zachodni, w szahrestanie Takab. W 2006 roku liczyła 179 mieszkańców.